# Akan-Mashū nationalpark
Akan-Mashū nationalpark är en nationalpark på ön Hokkaido i Japan. 
Nationalparken grundades 1934 som Akan nationalpark, och den och Daisetsuzan nationalpark, som grundades samma år, är de äldsta nationalparkerna på Hokkaido. År 2017 ändrades nationalparkens namn till Akan-Mashu nationalpark.
Nationalparken omfattar 904,81 kvadratkilometer bergslandskap med vulkaniska kratrar och skog. Parken är känd för sina klara sjöar, varma källor och för de stora sfäriska gröna alger, så kallade marimo, som förekommer i Akansjön. Det är den enda plats där sådana bollar av alger av ansenlig storlek bildas naturligt i Japan.

## Geografi
Akan-Mashu nationalpark kan delas in i två huvudområden, en sydvästlig del, Akan, och en nordöstlig del, Kawayu (med Mashusjön).

### Akan

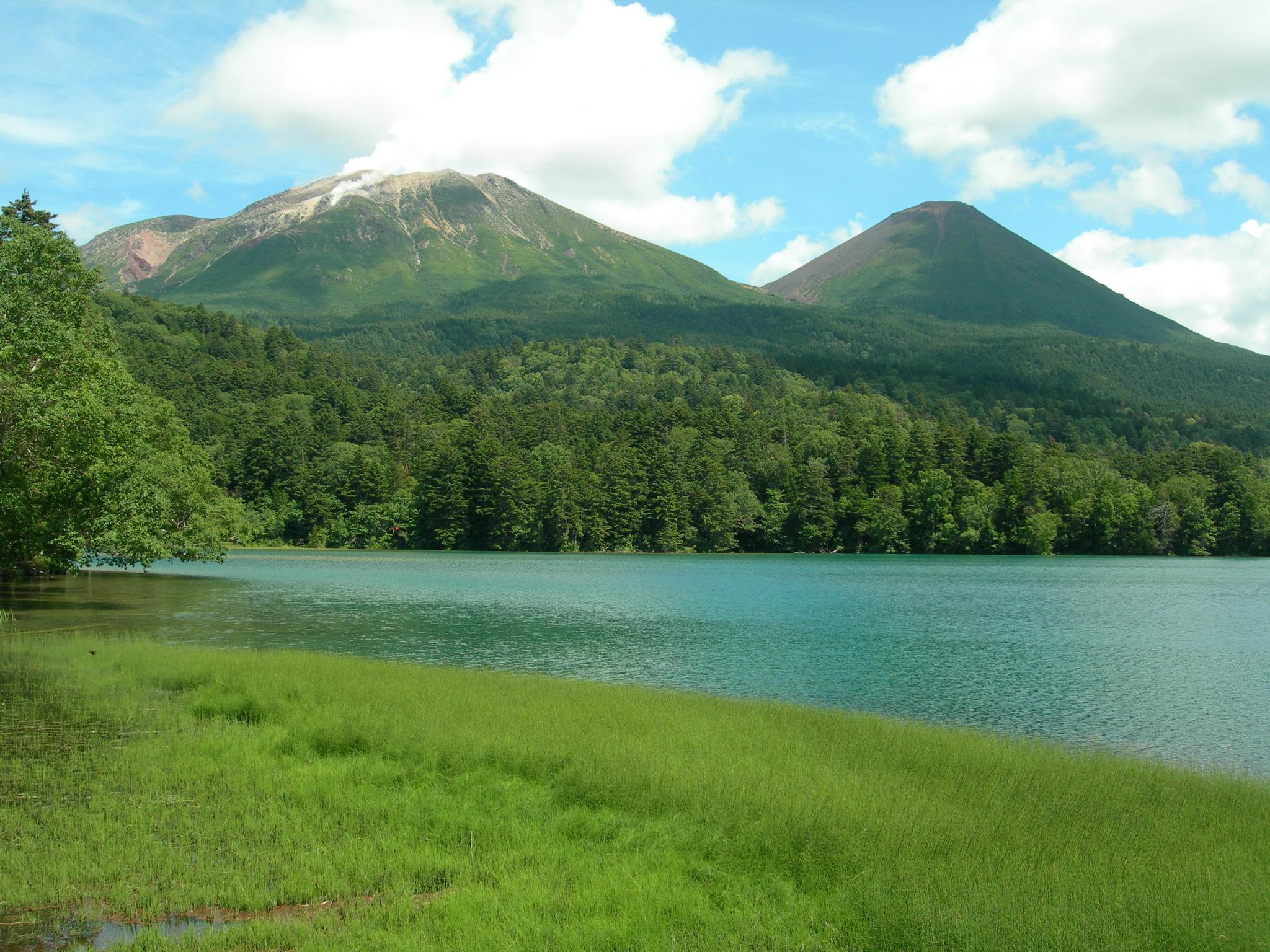
Sjön Onneto.

Denna del av parken omfattar området kring Akansjön och de omkringliggande bergen. Vid Akansjön finns områden med bubblande varm lera, som kallas bokke, och fumaroler, som orsakas av vulkanisk aktivitet.

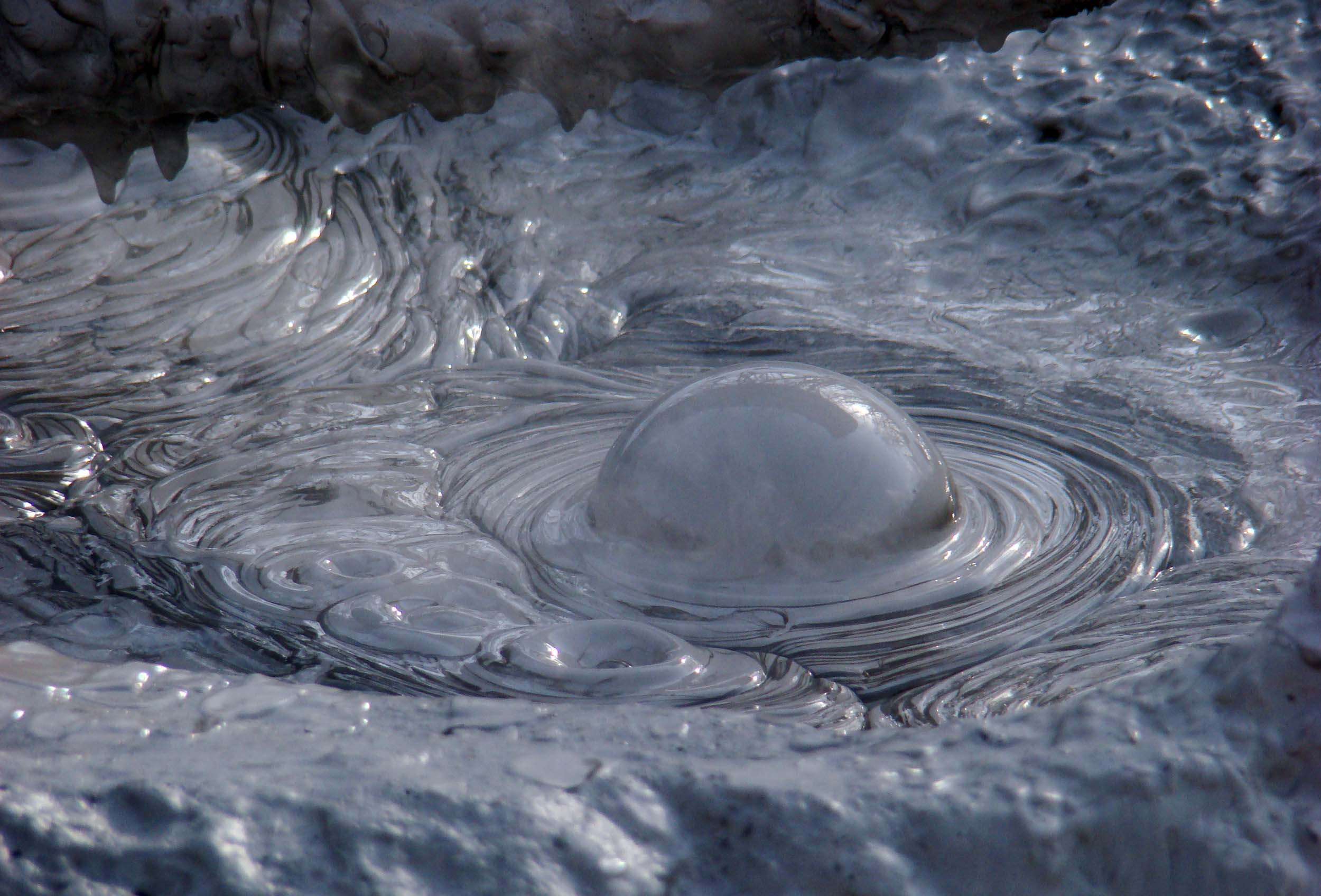
Ett lerhål, bokke, i nationalparken.

I Akansjön finns fyra öar, Churui, Oshima, Koshima och Yaitai. På ön Churui i norra delen av sjön finns ett observationscenter för marimo.
Andra sjöar i området är Taro och Jiro, Penketo och Panketo, samt Onneto. Sjöarna Taro och Jiro är två små sjöar med klart vatten som ligger på en höjd av 420 meter över havet, strax öster om Akansjöns södra spets. De två sjöarna Penketo och Panketo ligger några kilometer öster om Akansjöns norra del.
Sjön Onneto ligger omgiven av berg i parkens sydvästligaste del. Inte långt från sjön finns två vattenfall, Onneto Yu-no-taki. Vattnet i det ena fallet, som har en fallhöjd på 30 meter, kommer från en het källa och håller en temperatur på ca 43 grader. Fallet fick status som ett nationellt japanskt naturmonument i september 2000.
I sydväst finns också nationalparkens högsta berg, Meakan-dake, som mäter 1 499 meter över havet och är en aktiv vulkan, med flera vulkaniska koner och toppar. Ett annat högt berg i parken är Oakan-dake som mäter 1 371 meter över havet. Det ligger mellan Akansjön och sjöarna Penketo och Panketo. Ett något lägre berg, 995 meter över havet, är Kikin-dake som ligger nordöst om Akansjön. Från Kikin-dake är det spektakulär utsikt över Akansjön och bergen Oakan-dake och Meakan-dake.

### Kawayu

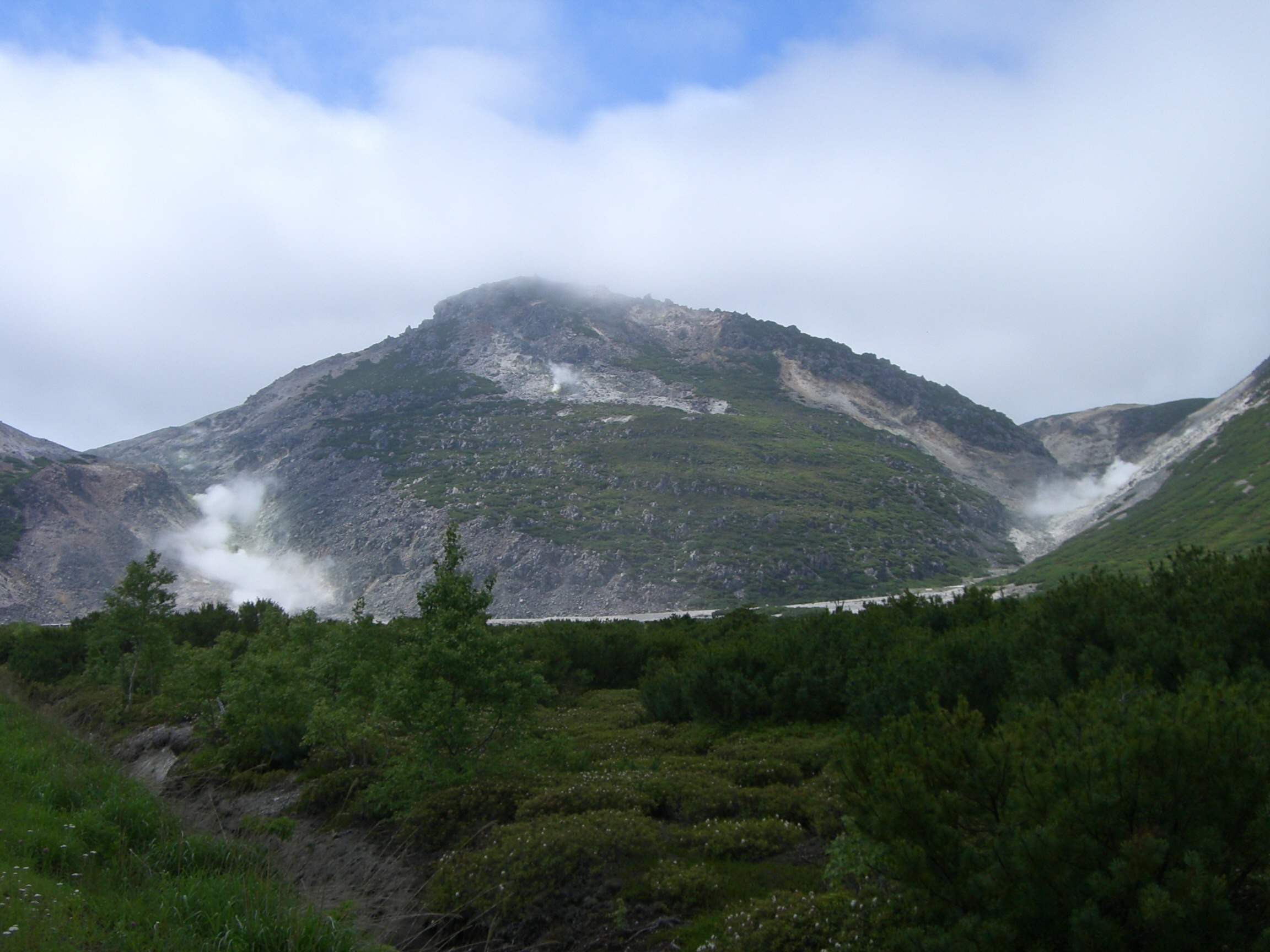
Berget Io.

Denna del av parken omfattar området kring Kussharosjön och Mashusjön och de omkringliggande bergen. Kussharosjön är den större och västligaste av de två, och är en kratersjö, omgiven av skog. Längs dess ständer finns många varma källor. I sjöns södra ände finns Wakotohalvön, en rest av en vulkan som formades efter Kussharo-calderan. Där är marken så varm att jorden i vissa områden inte fryser ens på vintern. Mashusjön som ligger öster om Kussharosjön är en kratersjö omgiven av branta bergssidor, omtalad för sitt klara vatten.

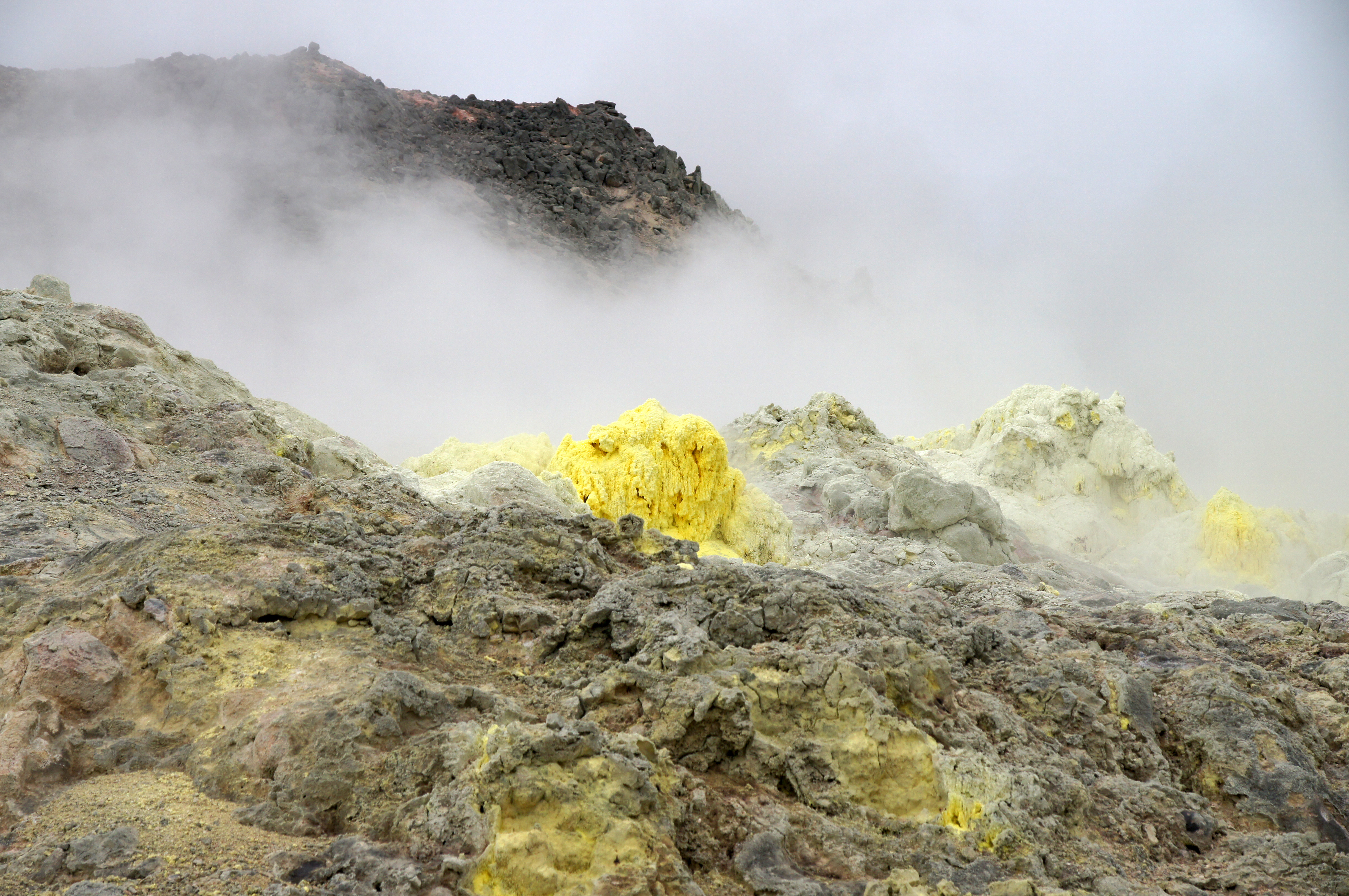
Svavelavlagringar på berget Io.

Det högsta berget i området är Mokoto som ligger norr om Kussharosjön och mäter cirka 1 000 meter över havet. Ett annat högre berg är Nishibetsu-dake som mäter 799,8 meter över havet. Från det berget är det god utsikt över Mashusjön.
Ett annat intressant berg är berget Io, ett lågt och kargt berg som heter Atosanupuri på ainuspråket. Det ligger mellan Kussharosjön och Mashusjön och där bröts förr svavel.

## Klimat
Nationalparken ligger inåt landet på östra Hokkaido. På sommaren kan temperaturen under dagen nå över 30 grader, men falla till under 10 grader på natten. I calderor bildas ibland tät dimma. På vintern kan det bli minus 30 grader med snö, frost och isdimma. Sjöarna fryser till, många helt. Kussharosjön brukar dock tack vare den höga geotermiska energin kring sjön ha mildare vintrar och behålla områden med öppet vatten ända fram till februari.

## Flora och fauna

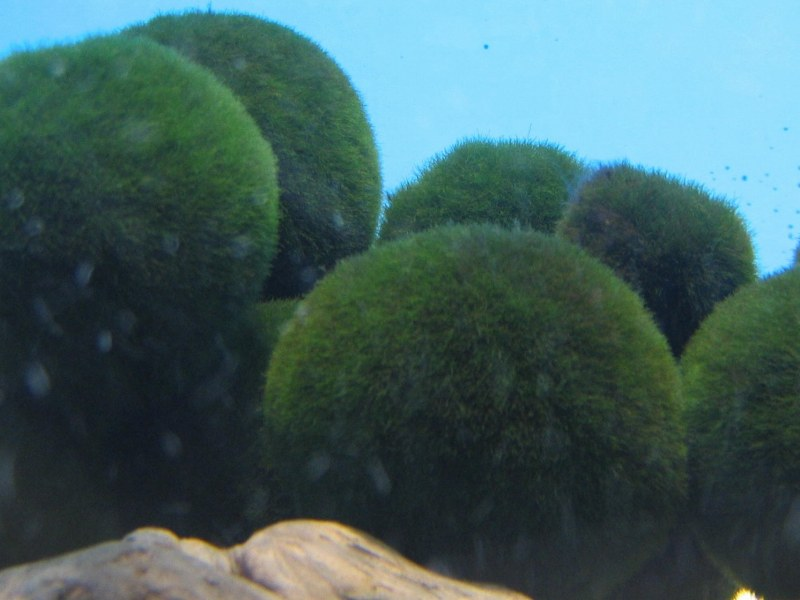
Marimo i Akansjön i Japan.

Nationalparken har en rik flora med nära 800 arter av kärlväxter. Det är inte minst den geotermiska aktiviteten som ger förutsättningar för ett varierat växt- och djurliv. De vidsträckta skogarna i parken består både av barrskog och lövskog, och det finns områden med rododendron. Högre upp i bergen växer många alpina växter. Många av östra Hokkaidos däggdjur finns i parken, bland annat brunbjörn och Hokkaidos sikahjort (Cervus nippon yesoensis). Totalt finns det åtminstone 24 arter av däggdjur i nationalparken. Fågellivet är också rikt, med flera sällsynta arter.
Akansjön är särskilt känd för att det i sjön förekommer en ovanlig sfärisk växtform hos gröna alger (Aegagropila linnaei) som kallas marimo och är fridlysta. I sjön finns också en population av rödlax, Oncorhynchus nerka.
Kussharosjön är känd för att på vintern locka många svanar, eftersom där finns öppet vatten långt in på vintern. Wakotohalvön är speciell på så vis att förhållandena där gör det möjligt för cikador att klara vintern (halvön är nordgränsen för cikador i Japan) och för marklevande syrsor att vara aktiva även på vintern.